# Shinkai (9-Kanamono)
Pour les articles homonymes, voir Shinkai.
Le Shinkai (en japonais 震海, «tremblement de mer») - dont le nom de code original était 9-Kanamono - était un prototype de sous-marins de poche suicide de la marine impériale japonaise.   
Le navire, en forme de grosse torpille portant 1000 kg d'explosif dans la proue, a été conçu comme un engin suicide qui devrait être transporté par un sous-marin classique à proximité d'un mouillage puis exploser sous un navire à l'ancre.  
La raison pour laquelle la marine japonaise a développé un engin biplace plutôt que monoplace n'est pas clair.   
Seul un prototype a été fabriqué et comme ses essais en mer ont montré qu'il était difficile à diriger sous la cible, malgré un système de détection magnétique permettant de repérer la cible en plongée, et lent, le projet a été abandonné.

## Sources
- Harald Fock: Marine-Kleinkampfmittel. Bemannte Torpedos, Klein-U-Boote, Kleine Schnellboote, Sprengboote gestern – heute – morgen. Nikol, Hamburg 1996,  (ISBN 3-930656-34-5), page 51.